# 2035
Het jaar 2035 is een jaartal in de 21e eeuw volgens de christelijke jaartelling.

## Gebeurtenissen
- Maansverduistering in de bijschaduw op 22 februari zichtbaar in België en Nederland.[1]
- Gedeeltelijke maansverduistering zichtbaar in België en Nederland op 19 augustus.[2]
- In de staat Californië zal er vanaf dit jaar geen benzine-, diesel- of hybride auto meer verkocht worden.[3]
- Volgens voorspellingen van de Verenigde Naties wordt India dit jaar het land met de meeste inwoners ter wereld.[4]

## Media
- Het boek Metro 2035, van de Russische schrijver Dmitri Gloechovski, speelt zich af in dit jaar.
- Het boek Mars en de verfilming The Martian spelen zich in dit jaar af.
- De film 12 Monkeys uit 1995 speelt zich gedeeltelijk in dit jaar af.
- De Britse film Doomsday uit 2008 speelt zich grotendeels af in dit jaar.
- De Amerikaanse film I, Robot uit 2004 speelt zich af in dit jaar.
- De onafhankelijke film Moon uit 2009 speelt zich gedeeltelijk af in dit jaar.
- De Amerikaanse film Pacific Rim Uprising speelt zich af in dit jaar.